# Esta noche
Esta noche va ser un programa de televisió, emès per TVE en la temporada 1981-1982, amb realització de Fernando García Tola i presentació de Carmen Maura.

## Format
Es tractava d'un programa d'entrevistes en horari nocturn, amb actuacions musicals. La peculiaritat de l'espai i la clau del seu enorme èxit en els espectadors estava en el paper exercit per Carmen Maura. L'actriu, segons ella mateixa va declarar, no era la presentadora del programa, sinó que interpretava un personatge, el d'una dona ingènua i càndida, però precisament per això audaç a l'hora de preguntar el que uns altres no s'haguessin atrevit i a la qual una vegada un descobridor de talents li va dir Nena, tu vales mucho, afegitó que Maura repetia en cada programa i que es va fer enormement popular a l'Espanya de l'època.
Al costat de Maura, es trobaven en plató tres periodistes professionals (diferents cada setmana) que sí que s'encarregaven de formular les preguntes relacionades amb la seva activitat al convidat de torn.
Carmen Maura, gràcies al programa, es va convertir en un dels rostres més populars del país durant aquesta època.

## Premis
Gràcies a la seva labor al capdavant del programa, Carmen Maura va aconseguir el Premi Ondas, el TP d'Or i el Fotogramas de Plata.